# Sergio Kauffmann
Sergio Kauffmann (Rio de Janeiro, 28 de março de 1990) é um ator, músico, autor e diretor brasileiro. 

## Carreira
Em 2022, integrou o elenco da novela Cara e Coragem, onde interpretou o Detetive Jarbas, melhor amigo de Italo         (Paulo Lessa). Foi indicado ao Prêmio Shell como melhor ator pelo espetáculo Na Palma da Mão, em homenagem à cantora Leci Brandão. O musical foi dirigido pelo cineasta Luiz Antônio Pilar (Prêmio Shell de Melhor Direção).

## Filmografia

### Televisão
| Ano       | Título            | Personagem      | Notas      |
| --------- | ----------------- | --------------- | ---------- |
| 2022–2023 | Cara e Coragem    | Detetive Jarbas | Codjuvante |
| 2024–2025 | Garota do Momento | Sérgio Amorim   | Codjuvante |

### Internet
| Ano  | Título                | Personagem          | Nota          |
| ---- | --------------------- | ------------------- | ------------- |
| 2019 | Bulbassaura Maravilha | Flávio, o segurança | Episódio: "2" |

## Ligações Externas
- Sergio Kauffmann no IMDb
- Sergio Kauffmann no Instagram